# Никольское (Сапожковский район)
Никольское — село в Сапожковском районе Рязанской области России, входит в состав Березниковского сельского поселения.

## Географическое положение
Расположено в 4 км северо-восточнее районного центра — пос. Сапожок, вблизи речки Черемошня. 

## История
В XIX — начале XX века село входило в состав Морозово-Борковской волости Сапожковского уезда Рязанской губернии. В 1906 году в селе было 123 двора.
С 1929 года село являлось центром Никольского сельсовета Сапожковского района Рязанского округа Московской области, с 1937 года — в составе Рязанской области, с 2005 года — в составе Березниковского сельского поселения.
В советское время имелась молочная ферма, был расположен сельсовет. 

## Население
| 1859 | 1897 | 1906 | 2010 |
| ---- | ---- | ---- | ---- |
| 903  | ↘750 | ↗969 | ↘50  |

## Известные люди
Место рождения командарма 2 ранга Михаила Дмитриевича Великанова (1892—1938).